# Albrecht von Haller

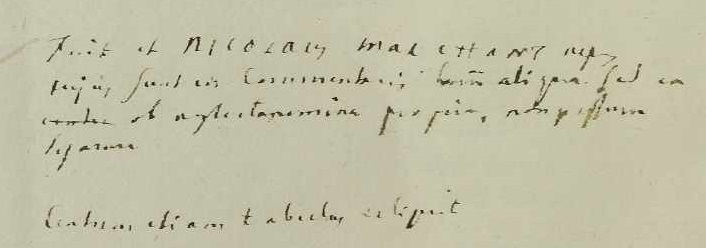
Manuscript notes from Albrecht von Haller. Da Fondazione BEIC

Albrecht von Haller (Berna, 16 de outubro de 1708 — Berna, 12 de dezembro de 1777) foi um médico, poeta , fisiologista e naturalista suiço.

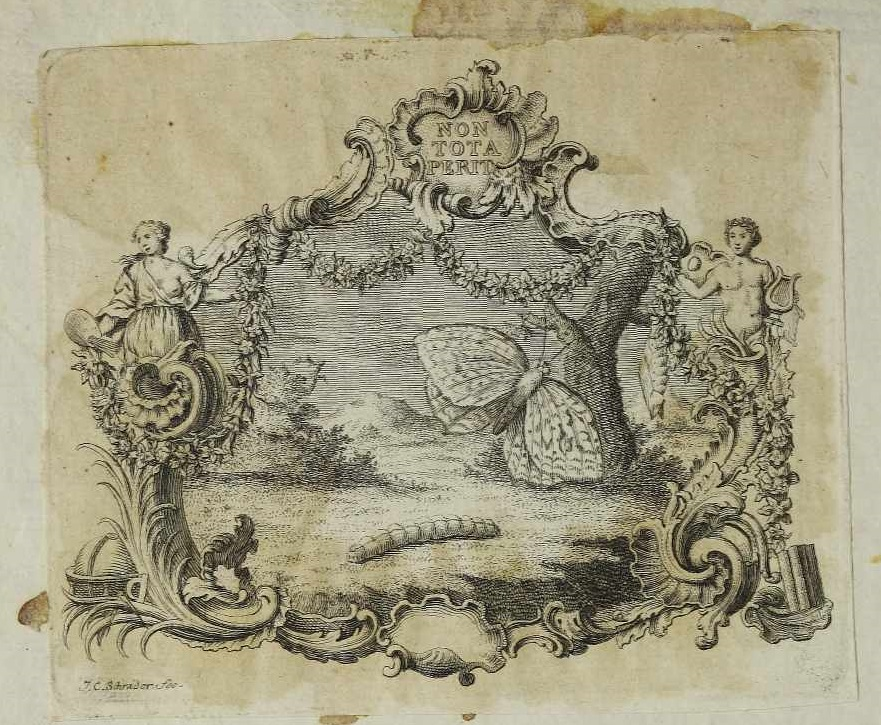
Ex libris from Albrecht von Haller. Da Fondazione BEIC

Considerado um dos maiores fisiologistas do mundo moderno e criador da fisiologia experimental, Haller deixou além de contribuições à anatomia, embriologia e botânica, valiosas obras poéticas. 
Estudou medicina em Tübingen, Alemanha e em Layden, Países baixos. Em 1727, logo após concluir seu doutorado, foi para Basiléia, Suíça, onde começou seus estudos sobre a flora do país. 
Foi professor de medicina, anatomia, cirurgia e botânica da Universidade de Göttingen, até 1753, quando voltou para sua cidade natal.  
Enquanto estava em Göttingen, fundou na cidade o instituto fisiológico, o horto florestal e o centro anatômico.   
Fundou o método experimental em fisiologia e também demonstrou a irritabilidade das fibras musculares e a sensibilidade do sistema nervoso.   
Outras das maiores contribuições dele à medicina foram: Reconhecimento do mecanismo da respiração, do automatismo cardíaco, e da importância da bile na digestão das gorduras.  

As obras poéticas mais conhecidas de Haller são: "Die Alpen" (Os alpes, 1732), escrito após uma viagem para a região dos alpes suíços, Tagebücher seiner Reisen nach Deutschland, Holland und England (Diários de viagens pela Alemanha, Holanda e Inglaterra,1783) e Tagebüch seiner Beobachtungen über Schriftsteller und über sich selbst (Diário de observações sobre escritores e sobre si mesmo, 1787). 

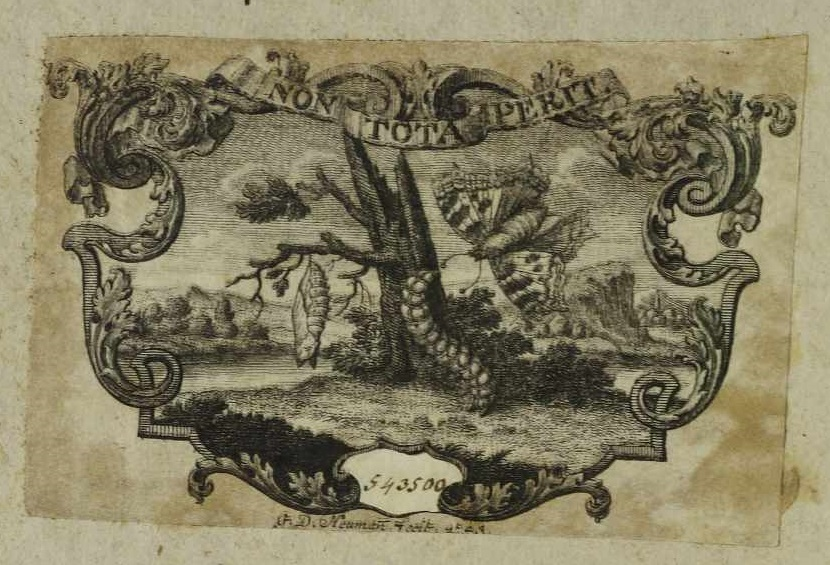
Ex libris from Albrecht von Haller. Da Fondazione BEIC

## Contribuições para a fisiologia
Em 1752, Albrecht von Haller expõe a comunidade científica sua Dissertação sobre as partes sensíveis e irritáveis do corpo, que foi rapidamente difundida e espalhada pela Europa, na qual pelas suas próprias palavras seria “a fonte de grandes modificações na Fisiologia, Patologia e Cirurgia”. A fama do trabalho de Haller não veio pelo tema de suas pesquisas (irritabilidade e sensibilidade), mas sim pelo modo como ele evidenciou o movimento e a sensação do ser vivo.
O foco principal de Haller acaba sendo então a natureza do movimento do corpo animal. Ele começou a ter contato com essas ideias através de seu mestre, Hermann Boerhaave, que escreveu a respeito do movimento cardíaco, onde não conseguia explicar mecanicamente as verdadeiras causas desse movimento. Haller comenta a obra de seu mestre, sugerindo que o coração “seria movido por uma causa desconhecida, que não dependeria nem do cérebro nem de alguma artéria, mas que se esconderia na estrutura íntima do próprio coração”. Nessa ocasião, Haller ainda não possuía o resultado de suas pesquisas e portanto, não sabia explicar o que era essa força que causa a contração dos músculos. Mas Haller estava dando um passo na direção certa ao sugerir que a origem desse movimento está na própria matéria viva e não na alma, como acreditava George Stahl. 
O trabalho de Haller se opõe às opiniões da época, fortemente difundidas, a respeito do movimento do corpo, baseando-se em muitas experiências com diferentes órgãos do corpo. Na introdução de sua Dissertação, Haller afirma: “os resultados de todos estes experimentos deram origem a uma nova divisão das partes do corpo humano, que eu irei apresentar a seguir, distinguindo aquelas que são susceptíveis de irritabilidade e sensibilidade, daquelas que não o são” (HALLER, 1755, p. 658). Ele define então os critérios de irritabilidade e sensibilidade segundo as observações experimentais: “Chamo de irritável a parte do corpo humano que se torna mais curta após ser tocada; [...]. Chamo de sensível a parte do corpo humano que, após ser tocada, transmite a impressão à alma, e nos animais, nos quais a existência da alma não é clara, chamo de partes sensíveis a irritação que ocasiona sinais evidentes de dor ou desconforto no animal. Ao contrário, chamo de parte insensível aquela que, sendo queimada, dilacerada, pressionada ou cortada, mesmo até sua quase destruição, não ocasiona sinais de dor, convulsão ou qualquer outra alteração no estado do corpo”. (HALLER, Dissertation, p. 658)
Em 1757, Haller iniciou uma série de experimentos para que uma diferenciação entre impulsos nervosos e contrações musculares fosse possível. 
Embasando-se em 567 experimentos, dos quais 190 foram conduzidos por ele, Haller foi capaz de mostrar que irritabilidade é uma propriedade específica do músculo. Ela consiste na aplicação de um estímulo externo, ocasionando uma contração que encurta as fibras do músculo, porém, essa reação é imperceptível para o indivíduo. Os experimentos também provaram que sensibilidade é uma propriedade específica dos nervos, consistindo na aplicação de um estímulo, também externo, que não muda as características do nervo em sí, mas que contrai o músculo ligado a ele, concluindo que o nervo carrega impulsos que produzem sensações para o indivíduo.
Apesar do físico inglês Francis Glisson (1597-1677) ter discutido a irritabilidade dos tecidos séculos antes, foi a delineação científica de Haller sobre o comportamento muscular e nervoso que embasou o início da neurologia moderna.

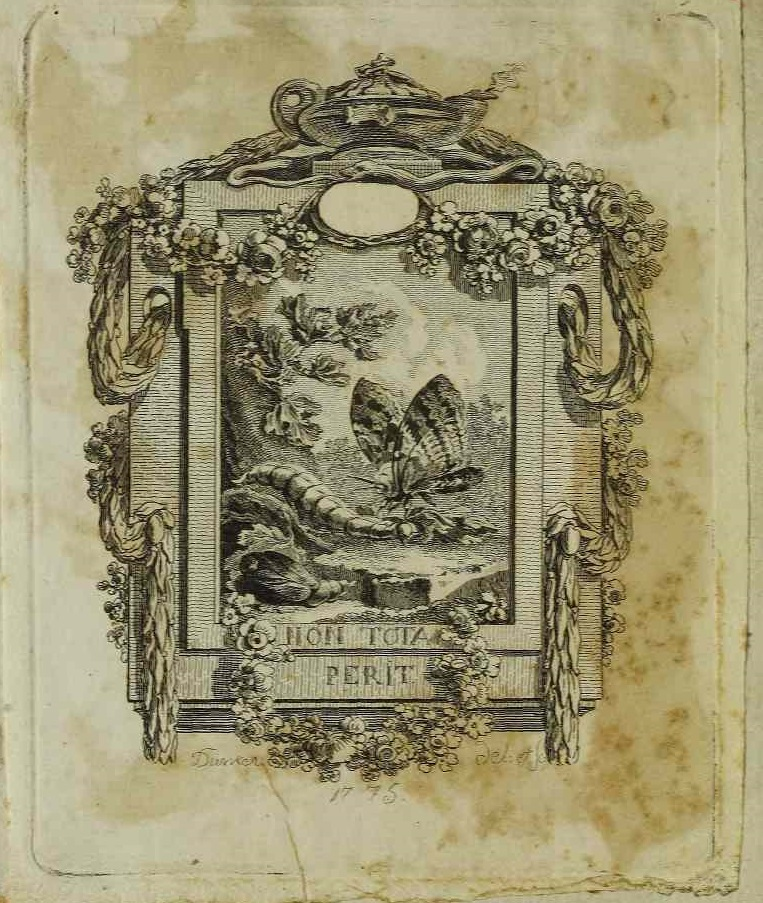
Copper engraving ex libris from Albrecht von Haller. Fondazione BEIC

## Publicações

### Científicas
- Erläuterungen zu Boerhaaves Institutiones (7 tomos), 1739-44
- Enumeratio methodica stirpium Helveticae indigenarum (descrição da flora alpina suiça) 1742
- Primae lineae physiologiae, 1747
- De partibus corporis humani sensilibus et irritabilibus, 1752
- Elementa physiologiae corporis humani (8 tomos), 1757-66
- Historia stirpium Helvetiae über die schweizerische Alpenflora, 1768